# Kościół Maryi Królowej w Poznaniu
Kościół Maryi Królowej w Poznaniu, znajduje się przy Rynku Wildeckim. Świątynię wzniesiono w latach 1904–1907 roku, według projektu berlińskiego architekta, Oskara Hossfelda dla gminy ewangelickiej. Początkowo nosiła wezwanie św. Mateusza.

## Historia i architektura

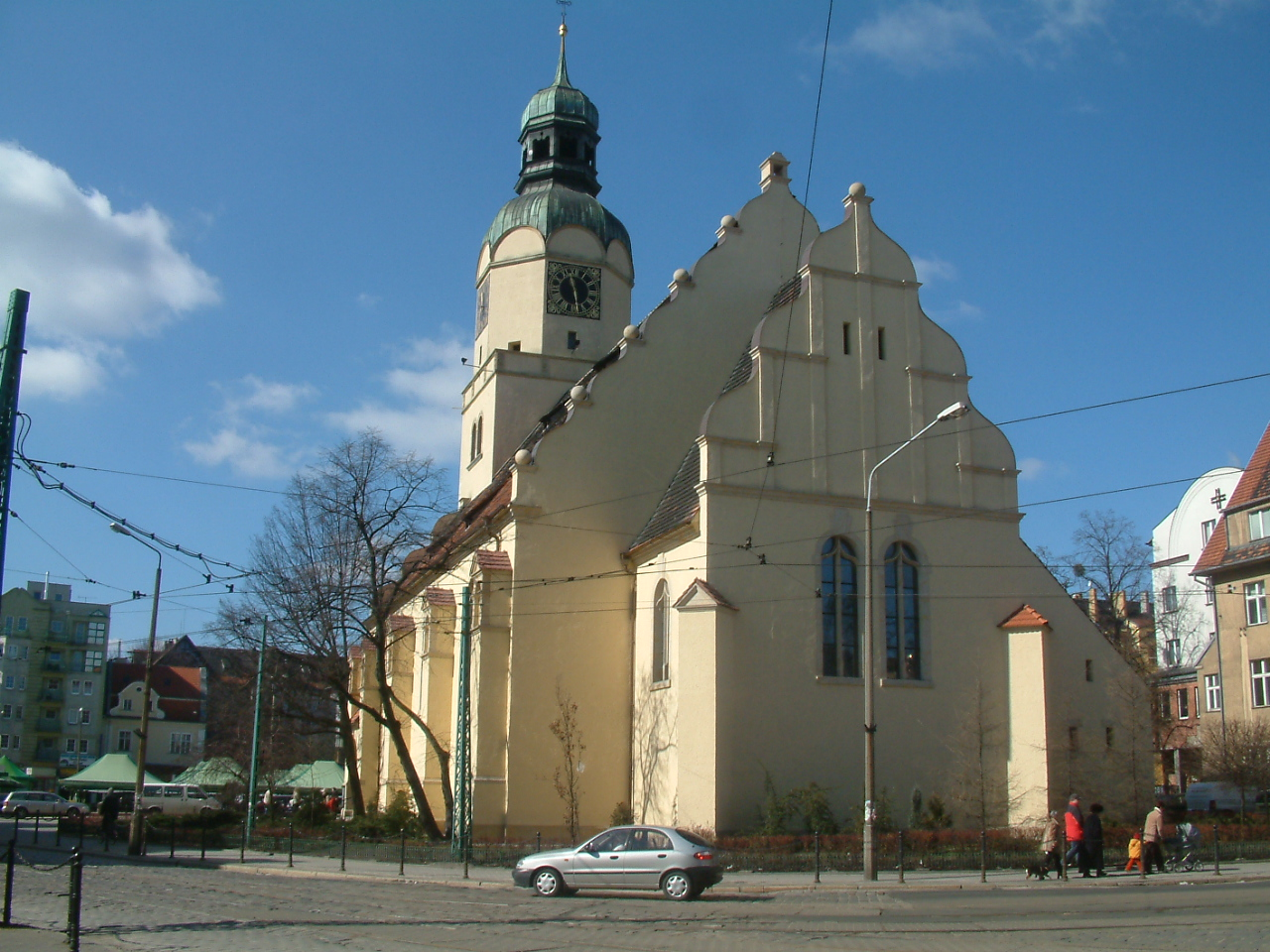
Widok od strony prezbiterium

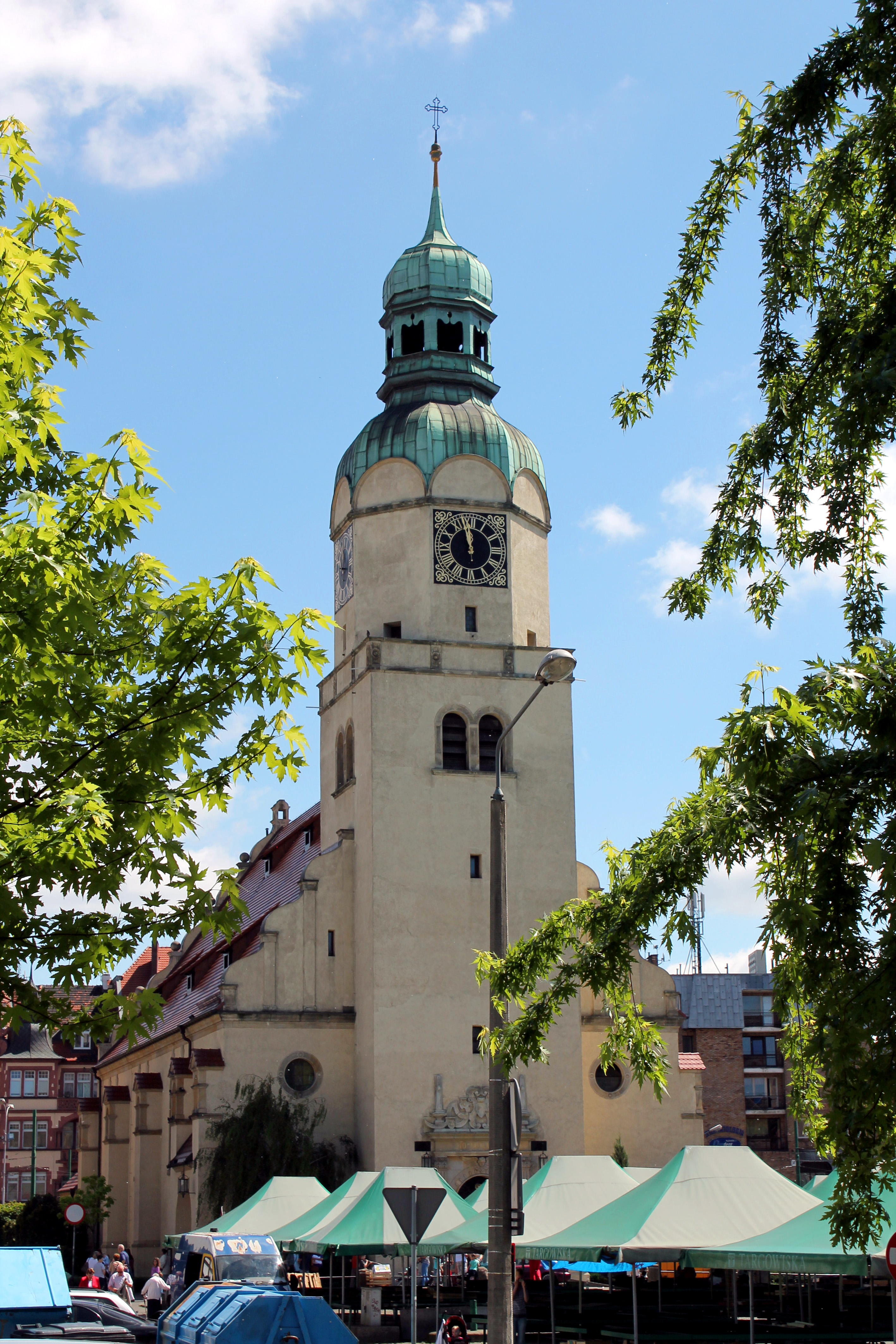
Widok od strony głównego wejścia

W okresie II Rzeczypospolitej kościół należał do parafii przynależącej do superintendentury Poznań Ewangelickiego Kościoła Unijnego.
Neorenesansowy kościół wzniesiono na planie prostokąta. Zewnętrzne mury zdobią regularnie rozmieszczone, niewielkie przypory. Elewację zachodnia i fasadę znajdującą się po stronie wschodniej zdobią utrzymane w stylu szczyty. W osi frontu umieszczono wysuniętą czworoboczną wieżę o wysokości 45 m, którą wieńczy ośmioboczny hełm. W wieży znajduje się główny portal, wykonany w stylu neomanierystycznym. Wnętrze przykrywa beczkowate sklepienie, ozdobione gurtami. Z ewangelickich elementów, niespotykanych w kościołach katolickich zachowały się do dziś empory, nie zachował się natomiast znajdujący się niegdyś w prezbiterium obraz „św. Mateusza pochylonego nad Ewangelią oraz zmartwychwstałego Chrystusa” autorstwa Maksa Kutschmanna. Witraże prezbiterium przedstawiały natomiast czterech ewangelistów (obecne witraże pochodzą z lat 90. XX wieku, a wykonała je Grażyna Strykowska). Po II wojnie światowej kościół przejęli katolicy, a dokładniej zmartwychwstańcy z parafii Zmartwychwstania Pańskiego na terenie której kościół się znalazł. Swoje pierwotne wezwanie, św. Mateusza zachował aż do 1955, kiedy to otrzymał wezwanie Matki Boskiej Królowej. W 1993 erygowano nową parafię Maryi Królowej ponownie zmieniając wezwanie. Dzisiejszy wystrój wnętrza powstał w latach 1962–1972 według projektu Kazimierza Bieńkowskiego. Jest to między innymi 14 stacji Drogi Krzyżowej, wykonanych techniką sgraffito. Natomiast malowidła w emporach wykonali Kazimierz Jasnocha i Włodzimierz Bartoszewicz pod kierunkiem Wacława Taranczewskiego. Przedstawiają one 15 tajemnic różańcowych oraz symbole maryjne. Z okresu ewangelickiego pozostały wspomniane już trzy empory (organowa i dwie boczne) oraz chrzcielnica z 1907. Całości wyposażenia dopełnia pochodzący z XVII wieku obraz przedstawiający Koronacje Najświętszej Marii Panny, który trafił do świątyni w 1994. Z tego samego roku pochodzi belka tęczowa z krucyfiksem autorstwa Jacka Nowaka. W prawym ołtarzu bocznym obraz Miłosierdzia Bożego. W 2009, przed kościołem stanął pomnik Michała Archanioła.
Wewnątrz świątyni wmurowano tablicę pamiątkową o treści: „Siostrom i braciom w wierze w Jezusa Chrystusa / Ewangelikom wildeckim / 1907 – 15 III 2007”.